# 雷电增一
飛馬座52，又名BD+10 4859，HD 217232、SAO 108307、HR 8739，是飛馬座的一颗恒星，视星等为5.75，位于銀經84.23，銀緯-42.55，其B1900.0坐标为赤經22h 54m 11.6s，赤緯+11° -42.55′ 39″。